# Northwest Somerset
Northwest Somerset es un territorio no organizado ubicado en el condado de Somerset en el estado estadounidense de Maine. En el Censo de 2010 tenía una población de 62 habitantes y una densidad poblacional de 0,03 personas por km². Pocas personas.

## Geografía
Northwest Somerset se encuentra ubicado en las coordenadas 45°25′54″N 70°14′36″O / 45.43167, -70.24333. Según la Oficina del Censo de los Estados Unidos, Northwest Somerset tiene una superficie total de 1834.63 km², de la cual 1701.08 km² corresponden a tierra firme y (7.28%) 133.54 km² es agua.

## Demografía
Según el censo de 2010, había 62 personas residiendo en Northwest Somerset. La densidad de población era de 0,03 hab./km². De los 62 habitantes, Northwest Somerset estaba compuesto por el 100% blancos, el 0% eran afroamericanos, el 0% eran amerindios, el 0% eran asiáticos, el 0% eran isleños del Pacífico, el 0% eran de otras razas y el 0% pertenecían a dos o más razas. Del total de la población el 0% eran hispanos o latinos de cualquier raza.